# Династія Сімашкі
Династія Сімашкі — царська династія, що правила в 2030 до н. е. - 1850 до н. е. в стародавній державі Елам (Південний Іран).
- Гірнамме бл. 2030 до н. е.
- Енпі-луххан бл. 2015 до н. е.
- Хутрантемпті 2010 до н. е. - 1990 до н. е.
- Кіндатту 1990 до н. е. - 1970 до н. е.
- Ідатту I 1970 до н. е. - 1945 до н. е.
- Тан-Рухуратер 1945 до н. е. - 1925 до н. е.
- Ідатту II 1925 до н. е. - 1900 до н. е.
- Ідатту-Напір 1900 до н. е. - 1875 до н. е.
- Ідатту-темпту 1875 до н. е. - 1850 до н. е.